# 2593 Buryatia
2593 Buryatia è un asteroide della fascia principale. Scoperto nel 1976, presenta un'orbita caratterizzata da un semiasse maggiore pari a 2,1698878 UA e da un'eccentricità di 0,0789977, inclinata di 0,21464° rispetto all'eclittica.
L'asteroide prende il nome dalla Buriazia, una delle repubbliche della Federazione russa.